# Очі темряви
«Очі темряви» (англ. The Eyes of Darkness) — роман американського письменника Діна Кунца у жанрі науково-фантастичного трилера. Вперше виданий 1981 року.

## Сюжет
Христина Еванс рік тому втратила 12-річного сина Денні, що вирушив у похід зі скаутами. Під час походу вся команда таємниче загинула, причини чого досі невідомі. Христина знаходить розраду в роботі та, почавши як танцівниця, за рік стає постановницею шоу. Також вона знайомиться з адвокатом Еліотом Страйкером, з яким планує пов'язати життя.
Несподівано Христину починають оточувати дивні випадки: їй сниться Денні, речі в його кімнаті самі собою переміщуються та з'являються написи, котрі повідомляють, що Денні живий. Також вона бачить когось схожого на сина в авто у своєму місті. Христина намагається дати раціональні пояснення та підозрює, що до її будинку хтось потай пробирається — божевільний або шантажист, який знав Денні. У речах сина вона знаходить комікс, де зображено страшного чоловіка-переслідувача з її снів. Еліот прагне допомогти Христині, але скоро натикається на перешкоди в розслідуванні — хтось наполегливо не дає йому дізнатись причину смерті Денні. Разом із ним Христина вирішує з'ясувати, що могло статися в день, коли начебто помер її син помер, адже тіла вона так і не побачила. Страйкер звертається у цій справі до знайомого судді Гарольда Кеннбека.
Не отримавши дозволу на ексгумацію тіла, Христина з Еліотом вирішують викопати його самотужки, але підозрюють про засідку. Пару переслідує убивця Вінсент, що снився Христині раніше. Обидва вирушають до гіпнотизера-медіума Біллі Седстоуна, з допомогою якого Христина визначає, що її сина утримують у віддаленому місці в горах. Поїхавши за накресленим маршрутом, Христина з Еліотом виявляють обнесену парканом територію. Тим часом їх розшукують агенти, послані урядовцем Джорджем Александером. Агенти знаходять забуті парою речі та за ними вислідковують, куди ті вирушили.
Христина й Еліот проникають на територію таємної бази, де відбирають в охоронців зброю та ключ-картки. Їм вдається знайти доктора Захарію і зв'язати його. Той зізнається, що Денні живий та перебуває в медичному ізоляторі. Як з'ясовується, на базі в лабораторії йшли роботи над вивченням вірусу «Ухань–400» в рамках проєкту «Пандора». Денні виявився єдиним уцілілим з учасників походу, які загинули внаслідок випадкового поширення вірусу за межі лабораторії. Інформацію про синтез вірусу потай привіз до США китайський учений-перебіжчик Лі Чен. Проти «Ухань–400» немає ліків, разом із тим, сам вірус швидко гине зі смертю носія та поза тілом. Тож він є ідеальною біологічною зброєю, що дозволяє знищити населення, аби без перешкод зайняти звільнені території. Утім, у Денні виявився імунітет до вірусу, тож він став піддослідним. Організм хлопчика переборює різні штами, хоча це й виснажує його.
Александер зі своїми агентами знаходить базу, та на підльоті до неї його гелікоптер несподівано втрачає керування. Христина й Еліот завдяки цьому встигають утекти з бази. Зі слів хлопчика вони розуміють, що вірус не лише не зашкодив Денні, а й розвинув у нього паранормальні здібності.

## Збіг з подіями 2019 року
У 2019 році відбувається спалах коронавірусу 2019-nCoV який бере свій початок в китайському місті Вухань. Вірус, який фігурує у романі як біологічна зброя «Ухань-400», був розроблений китайськими вченими в лабораторіях міста Вухань і таємно ввезений до США вченим Лі Ченєм. Вірус дозволяв вбивати лише людей, не реагуючи на інші живі організми. Сам вірус поза носієм існував не більше ніж хвилину, а в разі смерті носія, вірус також гинув коли опускалася температура тіла. Інкубаційний період сягав чотири години, а смерть зараженого відбувалася не більше, ніж за добу.
В оригінальній версії роману (1981 рік) ім'я мікроорганізму було Горький-400 (Gorki-400). Лише пізніше у 1989 року ім'я було перетворено на Ухань-400, як повідомляла газета «South China Morning Post» 1989 року.

## Головні дійові особи
- Христина (Тіна) Еванс — мати Денні, нещодавно розлучена.
- Майкл Еванс — батько Денні.
- Еліот Страйкер — юрист, який працював у службі армійської розвідки, а також, партнер Христини.
- Денні Еванс — син Христини Еванс
- Вінсент — вбивця, найнятий Проєктом «Пандора»
- Джордж Александер — керівник Проєкту «Пандора»

## Телевізійна адаптація
За словами Діна Кунца в післямові про перевидання книг 2008 року, продюсер Лі Річ придбав права на цей твір разом із творами «Обличчя страху», «Зішестя темряви», і четвертим безіменним романом для телевізійного серіалу за мотивами творів Кунца. Зрештою, «Обличчя страху» була єдиною книгою з чотирьох, що перетворилася на телевізійний фільм ще 1990 року.